# Witold Kiedrowski
Witold Kiedrowski ps. „Jan Jasiński”, „Witold Kołodko”, „Witek”, „Kalew”, „ks. Słoneczko”, „Żmigród” (ur. 16 kwietnia 1912 w Buku Pomorskim, zm. 20 stycznia 2012 w szpitalu im Leopolda Bellana w Paryżu) – polski duchowny katolicki, protonotariusz apostolski, weteran II wojny światowej, kapelan, działacz polonijny i kombatancki we Francji, generał brygady Wojska Polskiego, kawaler Legii Honorowej.

## Życiorys

### Okres przedwojenny
Syn Jana Lew Kiedrowskiego i Antoniny Wilamowskiej. Wywodzi się z pomorskiej rodziny Kiedrowskich osiadłej od kilku stuleci w Buku Pomorskim. Ukończył gimnazjum w Brodnicy nad Drwęcą (lata 1922–1930). Następnie w seminarium duchownym w Pelplinie. Święcenia kapłańskie otrzymał 15 czerwca 1935 z rąk ks. bpa Stanisława Okoniewskiego. W latach 1935–1938 był wikariuszem w Toruniu i Wąbrzeźnie, następnie (w latach 1938–1939) katechetą w Wąbrzeźnie. Rozpoczął studia zaoczne socjologii na Uniwersytecie Jana Kazimierza we Lwowie, przerwane przez wybuch II wojny światowej.

### Okres II wojny światowej
Brał udział w kampanii wrześniowej 1939, m.in. w walkach na granicy Prus Wschodnich (Szczepanki, Łasin), bitwie nad Bzurą. Został ranny pod Kutnem, dostał się do niewoli pod Sannikami. Przebywał w tymczasowym obozie jenieckim w Gąbinie, z którego (jako duchowny) został zwolniony, jednak następnie powrócił. Jako jedyny oficer w obozie wymógł na Niemcach otoczenie opieką rannych żołnierzy, a następnie ich ewakuację do szpitali. Po ewakuacji rannych był kapelanem, opiekującym się żołnierzami w szpitalach w Gostyninie i Kutnie. Pomagał w organizacji ucieczek z niewoli żołnierzy dochodzących do zdrowia, dostarczając im fałszywych (choć wystawionych na autentycznych blankietach przez magistrat w Kutnie) dokumentów. Nawiązał kontakty konspiracyjne, które umożliwiały organizację przerzutu uciekinierów do Generalnego Gubernatorstwa. W Wigilię Bożego Narodzenia 1939 został aresztowany w Kutnie przez Gestapo, jako wyjątkowo niebezpieczny, przeznaczony do natychmiastowego wywiezienia do obozu. W styczniu 1940 uciekł ze szpitala w Kutnie i przedostał się przez granicę do GG (pod nazwiskiem „Jan Jasiński”), przyjeżdżając do Warszawy. Od lutego 1940 w Związku Walki Zbrojnej i Armii Krajowej, działał w Biurze Informacji Prasowej przy Delegaturze Rządu na Kraj, prowadząc nasłuch audycji radiowych. Pisał teksty o charakterze agencyjnym dla podziemnych pism konspiracyjnych, korzystając z radionadajnika wykradzionego przez siebie z ambasady Włoch. Redagował też komunikaty prasowe na potrzeby Delegatury Rządu na Kraj, rozpowszechniane także na powielaczu w nakładzie kilku tysięcy egzemplarzy. Pracował w tym czasie także w tajnym nauczaniu gimnazjalnym (m.in. komplety na Żoliborzu, rekolekcje dla uczennic gimnazjum Sióstr Zmartwychwstanek).
Aresztowany w styczniu 1942 w lokalu, w którym funkcjonował radionasłuch, był przez dwa miesiące przesłuchiwany i torturowany w siedzibie Gestapo w alei Szucha. W lutym 1942 skazany na karę śmierci, czekał do września w izolatce na Pawiaku na wykonanie wyroku, do czego nie doszło w wyniku przekupienia oficera Gestapo, prowadzącego jego sprawę, dzięki pomocy Delegatury Rządu i staraniom przyjaciół.
Został wywieziony na Majdanek, nadal przekonany, że żyje z wyrokiem śmierci. W obozie organizował życie religijne wśród więźniów. Po zachorowaniu na tyfus plamisty, został uratowany przez szkolnego kolegę – lekarza obozowego, który z narażeniem własnego życia podał, że jest on chory jedynie na zapalenie płuc (to uchroniło go przed komorą gazową). Po powrocie do zdrowia pracował w aptece obozowej, co pozwoliło mu na kontakt z chorymi i umierającymi więźniami. Poprzez przyjaciół nawiązał tajne kontakty z Delegaturą Rządu, Polskim Czerwonym Krzyżem i Radą Główną Opiekuńczą. Dzięki temu, po przekupieniu SS-manów, współorganizował akcję dostawy lekarstw i szczepionek oraz szczepienia przeciw tyfusowi na Majdanku. Nawiązał też kontakt konspiracyjny z księżmi w Lublinie, od których – przez robotników przychodzących z zewnątrz – otrzymywał do obozu konsekrowane hostie. Nie mając możliwości odprawiania mszy św. w obozie, roznosił komunię św., chodząc wśród więźniów z lekarstwami. Pod pseudonimami „Żmigród” i „Kalew” należał do tajnej organizacji pogotowia wojskowego na Majdanku.
Po ewakuacji KL Majdanek przewieziony do Oświęcimia z chorymi z Majdanka, przewiózł dużą ilość lekarstw do obozu w Brzezince, wraz z transportem chorych. Jako ksiądz, utrzymywał kontakty religijne z więźniami, prowadził w bloku obozowym wieczorny różaniec. Ewakuowany z Brzezinki przez Buchenwald do tajnego obozu Ohrdruf (zaszyfrowanego jako obóz „S3”, wchodzący w skład obozu Dora). Pracował w tym czasie w żwirowni oraz przy układaniu torów kolejowych. Następnie dostał się do apteki SS, do pracy w składach aptecznych, które SS zarekwirowało Wehrmachtowi. Sporządził wówczas fałszywą kartotekę zasobów lekarstw, co pozwoliło na dostarczenie do aptek obozowych Ohrdruf, Krawinkel i Zeltlager dużych ilości leków dla więźniów (dostępnych dotychczas jedynie dla SS).
W kwietniu 1945 ewakuowany z Ohrdruf do Buchenwaldu, a następnie do Dachau, uciekł z transportu w Hartmannsdorf. Po przedostaniu się przez linię frontu na stronę amerykańską przebywał w Gera, w obozie jeńców wojennych po ucieczce. Następnie w obozie osób deportowanych w Coburg. Był kapelanem – oficerem łącznikowym dla wszystkich obozów osób deportowanych i jeńców wojennych na terenie XV Korpusu 3 Armii Amerykańskiej. Pozostając w strefie amerykańskiej, sprawował opiekę duszpasterską i humanitarną nad obozami b. jeńców wojskowych, b. więźniów obozów koncentracyjnych i osób deportowanych, zanim jeszcze powstała Polska Misja Katolicka we Frankfurcie. Organizował m.in. szkoły i ochronki obozowe oraz pierwsze gimnazja i egzaminy maturalne dla dzieci i młodzieży ocalonej z obozów. Mianowany dziekanem na cały okręg Bawarii i Frankonii dla opieki duszpasterskiej nad b. jeńcami wojennymi, więźniami obozów koncentracyjnych i deportowanymi, zorganizował tam m.in. pierwszą wizytację biskupią ks. bpa Józefa Gawliny. Działania wojenne zakończył w stopniu kapitana.

### Okres powojenny – emigracja we Francji

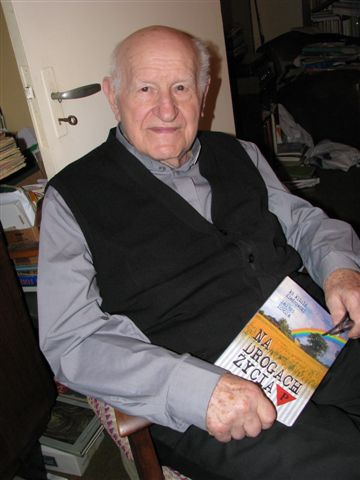
Ks. Witold Kiedrowski ze swoją książką pt. Na drogach życia – Paryż, 30 listopada 2008

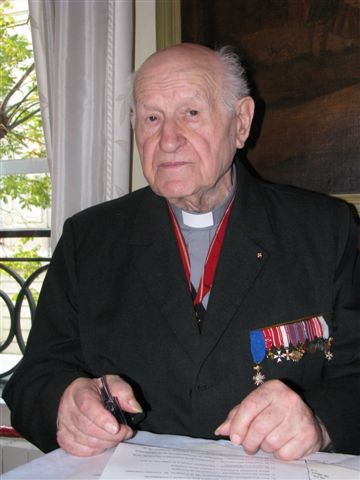
Paryż, 29 listopada 2008

Od lipca 1947 we Francji, zdemobilizowany w Polskiej Misji Wojskowej. Nie mógł wrócić do Polski, uważany za szpiega ze względu na swą pracę dla armii amerykańskiej. Zaangażował się w pracę dla francuskiej Polonii. Organizator, kierownik i wykładowca Małego Polskiego Seminarium Duchownego w Paryżu. Pracował dla Rady Polonii Amerykańskiej, mającej swe przedstawicielstwo w Europie, organizując pomoc w osiedleniu się oraz znalezieniu pracy dla około dwóch tysięcy rodzin polskich, pozostających bez pracy. Po zakończeniu europejskiej działalności Rady Polonii był Kierownikiem Polskiej Sekcji National Catholic Welfare Conference. Poza tymi zajęciami był też duszpasterzem i kapelanem sióstr nazaretanek oraz prowadzonego przez nie domu dla studentek (duszpasterstwo dojazdowe w Argenteuil i Montargis). Był też kaznodzieją w Kościele Polskim w Paryżu, głosząc rekolekcje dla parafii, zakonnic i księży. Jego kazania, poruszające często tematy zakazane w PRL, były transmitowane przez Sekcję Polską Radia Francuskiego. Kapelan Konwentualny „Ad honorem” Polskiego Stowarzyszenia Kawalerów Suwerennego Zakonu Maltańskiego.
Od 1960 do 1996 prowadził stałe pogadanki radiowe (ok. 3500 audycji) w Sekcji Polskiej Radia Francuskiego, które były też nadawane na falach krótkich do Europy Wschodniej – krajów „za żelazną kurtyną”, co spotykało się z częstymi atakami i groźbą likwidacji Sekcji. W okresie Soboru Watykańskiego II prowadził audycje radiowe z Rzymu, przeciwstawiając się treściom korespondencji reporterskich, nadawanych do Warszawy przez dziennikarzy z PRL (w których m.in. rzucano kalumnie na Episkopat Polski). Dwukrotnie (w 1965 i 1974) organizował akcje protestacyjne po likwidacji Sekcji Polskiej Radia Francuskiego, uwieńczone sukcesem i przywróceniem nadawania (choć w 1974 zlikwidowano definitywnie transmisje na falach krótkich na Wschód). Jego pogadanki radiowe były drukowane w piśmie „Polska Wierna”. Publikował też w pismach „Narodowiec”, „Głos Katolicki”, „Rycerz Niepokalanej”, „Duszpasterz”. Organizował konferencje dla Francuzów, poświęcone sytuacji w Polsce (m.in. konferencja w Palais du Congres dla 6 tysięcy osób, po ogłoszeniu w 1981 stanu wojennego w Polsce). Po 1980 organizował szereg transportów z pomocą dla Polski (szczególnie dla seminarium i diecezji w Grudziądzu i Toruniu). Jest też organizatorem wystaw objazdowych, poświęconych historii Polski (np. „Le prix de la liberte: des Polonais sur les front de la IIe guerre mondiale” – „Cena wolności: Polacy na frontach II wojny światowej”).
Działacz społeczny i kombatancki, m.in. prezes Skarbu Narodowego (Paryż), zaangażowany w organizacjach niepodległościowych i katolickich (np. w Les Amis de la Mission Catholique Polonaise, Stowarzyszeniu Polskich Kawalerów Maltańskich, Polskim Stowarzyszeniu Historyczno-Literackim, Stowarzyszeniu b. Kombatantów Polskich, Stowarzyszeniu b. Żołnierzy Armii Krajowej, Stowarzyszeniu b. Więźniów Obozów Koncentracyjnych). Członek Związku b. Deportowanych i Więźniów Politycznych we Francji. Obecnie prezes Stowarzyszenia Polskich Kombatantów i Ich Rodzin we Francji.
Kapelan i Prałat Honorowy Jego Świątobliwości (z inicjatywy kard. Władysława Rubina, na wniosek prymasa Stefana Wyszyńskiego). Kanonik polskiego duszpasterstwa wojskowego, Kanonik Honorowy Kapituły Diecezji Pelplin, kapelan rezerwy wojska polskiego. Inkardynowany do diecezji pelplińskiej, pracował jako ksiądz Polskiej Misji Katolickiej we Francji.
Jest bohaterem filmu dokumentalnego pt. Kombatant (real. TVP Poznań 2002, reż. Jerzy Klechta).
Postanowieniem Prezydenta RP z dnia 9 listopada 2009 został mianowany na stopień generała brygady.
W 2013 ukazała się publikacja w opracowaniu Barbary Stettner-Stefańskiej pt. Ksiądz infułat generał Witold Kiedrowski (1912–2012) (zawiera teksty Barbary Stettner-Stefańskiej Drogami życia Witolda Kiedrowskiego, kapłana i żołnierza oraz Danuty Olesiuk Grypsy z Majdanka; redakcja Justyna Maluga; tłumaczenie na język francuski Joanna Posyłek; Stowarzyszenie Polskich Kombatantów i Ich Rodzin we Francji Zarząd Krajowy – Wydawnictwo „Bernardinum” Sp. z o.o., Paris – Pelplin 2013, ISBN 978-83-7823-144-8).
Mieszkał w Paryżu, w XV dzielnicy.

## Ordery i odznaczenia
- Medal Wojska (czterokrotnie, 1948)
- Złoty Krzyż Zasługi z Mieczami (1949)
- Krzyż Oficerski z Mieczami Orderu Pro Merito Melitensi (1960)
- Złoty Krzyż Zasługi (1974)
- Krzyż Armii Krajowej (Londyn, 1986)
- Krzyż Kawalerski Orderu Odrodzenia Polski (11 listopada 1975)[5]
- Krzyż Oficerski Orderu Odrodzenia Polski (13 maja 1985)[6][7]
- Krzyż Komandorski Orderu Odrodzenia Polski (1990)[8]
- Krzyż Konwentualny ad honorem (Zakon Maltański, 2009)[9]
- Krzyż Komandorski Orderu Zasługi Rzeczypospolitej Polskiej za wybitne zasługi w pracy duszpasterskiej i działalności charytatywnej (12 maja 1994)[10]
- Krzyż Oświęcimski (1997)
- Złoty Medal Zasłużony Kulturze „Gloria Artis” (2007)[11]
- Kawaler Legii Honorowej[12] (Francja, 14 lipca 2009)
- Krzyż Komandorski z Gwiazdą Orderu Odrodzenia Polski za wybitne zasługi dla niepodległości Rzeczypospolitej Polskiej, za działalność na rzecz polskich środowisk kombatanckich (16 listopada 2009)[13]
- Wielki Krzyż Konwentualny ad honorem (Zakon Maltański, 2009)[9]

## Publikacje
W 2004 nakładem wydawnictwa Bernardinum w Pelplinie ukazały się jego wspomnienia pt. Na drogach życia (ISBN 83-7380-093-X). Jest ponadto tłumaczem na język francuski (m.in. autorem francuskiej wersji pieśni kościelnej Madonno, Czarna Madonno – Madonne, Noire Madonne), a także tłumaczem poezji polskiej (np. Romana Brandstaettera). Autor wielu publikacji w czasopismach polonijnych, oraz powielanych i rozprowadzanych wśród Polonii francuskiej (np.: Bóg i Ojczyzna – Orzeł Biały i Maryja, Lourdes jest w Polsce, Zamordowali Weronkę, Przy choince i przy żłóbku, Przemilczana prawda i in.).

## Upamiętnienie
- W 2012 roku jego imię otrzymała ulica w Wąbrzeźnie, gdzie był katechetą i wikarym.
- Uchwałą z 28 czerwca 2018 roku nadano jego imię jednej z ulic w Jabłonowie Pomorskim[14].